# Sèquia Major
Sèquia Major este o arie protejată (arie specială de conservare — SAC, sit de importanță comunitară — SCI) din Spania întinsă pe o suprafață de 54,64 ha, integral pe uscat.

## Localizare
Centrul sitului Sèquia Major este situat la coordonatele 41°05′19″N 1°11′18″E / 41.0887°N 1.1882°E.

## Înființare
Situl Sèquia Major a fost declarat sit de importanță comunitară în decembrie 1997 pentru a proteja 31 de specii de animale. Situl a fost protejat și ca arie specială de conservare în noiembrie 2014.

## Biodiversitate
Situată în ecoregiunea mediteraneană, aria protejată conține 2 habitate naturale: Pășuni mediteraneene udate de apa mării (Juncetalia maritimi), Lagune de coastă.
La baza desemnării sitului se află mai multe specii protejate:
- păsări (26): lăcar mare (Acrocephalus arundinaceus), rață mare (Anas platyrhynchos), rață-cu-cap-castaniu (Aythya ferina), Caprimulgus ruficollis, porumbel gulerat (Columba palumbus), gușă vânătă (Cyanecula svecica), lișiță (Fulica atra), ciocârlan (Galerida cristata), becațină comună (Gallinago gallinago), găinușă de baltă (Gallinula chloropus), piciorong (Himantopus himantopus), stârc pitic (Ixobrychus minutus), Larus michahellis, pescăruș râzător (Larus ridibundus), becațină mică (Lymnocryptes minimus), prigoare (Merops apiaster), muscar sur (Muscicapa striata), Phalacrocorax carbo sinensis, ploier auriu (Pluvialis apricaria), corcodel mare (Podiceps cristatus), corcodel-cu-gât-negru (Podiceps nigricollis), cristei de baltă (Rallus aquaticus), turturică (Streptopelia turtur), corcodel mic (Tachybaptus ruficollis), pupăză (Upupa epops), nagâț (Vanellus vanellus)
- mamifere (2): liliac cu picioare lungi (Myotis capaccinii), liliacul mediteranean cu potcoavă (Rhinolophus euryale)
- pești (1): Aphanius iberus
- reptile (2): țestoasa de baltă (Emys orbicularis), Mauremys leprosa

Pe lângă speciile protejate, pe teritoriul sitului au mai fost identificate 4 specii de amfibieni, 4 specii de mamifere, 2 specii de reptile.